# Bartolomeo d'Alviano
Pour les articles homonymes, voir Alviano (homonymie).
Bartolomeo d'Alviano (né en 1455 à Alviano, dans l'actuelle province de Terni, en Ombrie, alors dans les États pontificaux et mort le 7 octobre 1515 à Ghedi) est un condottiere et chef de guerre italien qui se distingua dans la défense de la république de Venise contre l'empereur Maximilien Ier du Saint-Empire romain germanique.

## Biographie
Fils de Francesco d'Alviano et d'Isabella degli Atti, Bartolomeo nait dans une famille noble exterminée par les sbires du pape Paul II. Il trouve refuge auprès de Napoleone Orsini qui avec son fils Gentile Virginio Orsini, dont il épouse la sœur, lui apprend le métier des armes. Il complète sa formation au service du pape Sixte IV dans la lutte des Orsini contre les Colonna et combat dès sa prime jeunesse en Italie centrale, servant les États pontificaux puis, en 1496, la famille Orsini contre le pape Alexandre VI et les Colonna. Le pape Borgia veut rabattre l'arrogance des Orsini et s'attaque sans retenue à leurs proches. Alviano s'échappe par miracle et regroupe des soldats éparpillés sans chef et sans équipement, noyau d'une future condotta redoutable. il loue ses services aux Baglioni, dont il épouse une fille, et affronte César Borgia qui veut prendre Pérouse.
En 1503 il est engagé par Ferdinand II d'Aragon et son rôle est déterminant : les troupes aragonaises remportèrent une grande victoire lors de la bataille du Garigliano contre l'armée française. Cette victoire eut pour conséquence, entre autres, la domination espagnole sur l'Italie méridionale.
En 1507, il est engagé aux côtés de son cousin, Nicolò Orsini, par la république de Venise. L'année suivante, il battra l'armée impériale de Maximilien Ier, à Cadore, Mauria et Pontebba, conquérant Gorizia et Trieste. La même année, Pordenone tombe aussi sous les assauts des Vénitiens et la Sérénissime offre cette seigneurie à Alviano en récompense de ses exploits.
Cependant en 1509 (année où il lance la construction des nouvelles murailles de Padoue), il subit une défaite retentissante à la bataille d'Agnadel ; lors de cette bataille il est blessé d'un coup de lance et perd un œil . Alviano est rendu responsable de cette déroute (entre 4 000  et   6 000  morts) par les Vénitiens : il a attaqué l'ennemi sans l'autorisation d'Orsini, alors commandant en chef. Capturé par le Français Jean de Chabannes, qui le présente sur le champ de bataille au roi de France Louis XII, d'Alviano passe quatre années en prison.
Ce n'est qu'en 1513, après la conclusion de l'alliance entre la France et Venise contre le duché de Milan, qu'il est libéré. Sous la bannière du commandant français Louis II de la Trémoille, il remporte notamment la bataille de la Motta contre les Espagnols. Battu à Vicence par l'Espagnol Raimond de Cardona (le vice-roi de Naples), il remonte à Pordenone, qu'il reprend à la Maison des Habsbourg qui l'avait conquise entre-temps.
Bartolomeo est l'artisan principal de la victoire française à Marignan (septembre 1515) : il y attaque les mercenaires suisses avec un bataillon composé de seulement 300 chevaliers. Plus tard il réussit à conquérir la ville de Bergame. Il meurt en octobre de la même année lors du siège de Brescia.
Il est enterré dans l'église Santo Stefano à Venise.

## Culture populaire
Il apparaît dans les jeux Assassin's Creed II et Assassin's Creed Brotherhood dans lequel il est un membre des Assassins et un allié d'Ezio, le personnage principal. Il est également le personnage principal du jeu sur Facebook Assassin's Creed : Project Legacy, qui commence juste après qu'il a perdu son œil à la bataille d'Agnadel.